# 日本とイエメンの関係
日本とイエメンの関係（にほんとイエメンのかんけい、アラビア語: العلاقات اليابانية اليمنية、英語: Japan–Yemen relations）では、日本とイエメンの関係について概説する。

## 両国の比較
|             | イエメン                    | 日本                           | 両国の差                  |
| ----------- | --------------------------- | ------------------------------ | ------------------------- |
| 人口        | 約2916万1922人（2019年）    | 約1億2626万人（2019年）        | 日本はイエメンの約4.3倍   |
| 国土面積    | 約55万5000km²               | 約37万7972 km²                 | イエメンは日本の約1.5倍   |
| 首都        | サナア（暫定首都：アデン）  | 東京都（事実上）               |                           |
| 最大都市    | サナア                      | 東京都区部                     |                           |
| 政体        | 共和制 大統領制             | （民主制）議院内閣制           |                           |
| 公用語      | アラビア語                  | 日本語（事実上）               |                           |
| 国教        | イスラム教                  | なし                           |                           |
| GDP（名目） | 225億8108万米ドル（2019年） | 5兆819億6954万米ドル（2019年） | 日本はイエメンの約225.1倍 |
| 地図        |                             |                                |                           |

## 歴史
日本は従来から北イエメン、南イエメン両国ともに国家承認し外交関係をそれぞれ有していたが、1990年5月22日にはイエメン共和国成立（統一）が起こり、翌日の5月23日に日本はこれを国家承認、5月25日に改めて外交関係が樹立された。その後、1990年7月にはアデン出張駐在官事務所を開設するも、イエメン内戦などの情勢不安があり1997年12月には閉鎖された。一方の日本では、1990年11月にイエメン・日本友好協会が設立されている。2011年イエメン騒乱では在イエメン日本国大使館が3月に一時閉鎖され、12月には業務が再開されるも2015年イエメン内戦の勃発により再び閉鎖し、現在に至るまで在サウジアラビア日本国大使館がイエメンの大使館業務を兼轄している。なお、2015年の時点で隣国やで中国海軍などの協力もあり、在留邦人はイエメンを脱出している。

## 現況

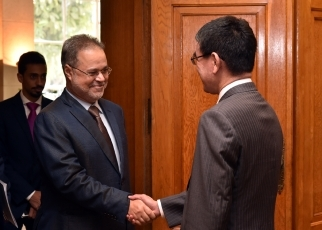
日・イエメン外相会談（2017年）

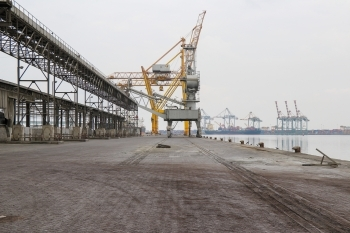
日本の資金協力により整備されているアデン港

イエメンはアラブ最貧国であり、紛争地の一つでもある。そのためイエメン全土に「レベル4：退避勧告」の危険情報が継続的に出されており、観光客や在留邦人はおらず交流は限定的であるのが実情である。2007年から2011年までは首都サナアで、2009年にはアデンで日本文化週間が開催された事はあるものの、これは情勢が悪化する以前であった。
紛争が続き、貧困やコレラが蔓延するイエメン情勢は21世紀最悪の人道危機として知られており、日本はイエメン支援会合と呼ばれる国際会合を通じて、たびたびイエメンに人道支援を繰り返している。2017年4月には約6200万ドル、2018年に4月には約3900万ドル、2019年2月には約5280万ドル、2020年6月には約4120万ドルの人道支援が表明されており、医療や教育への貢献度は高い。また、経済援助やその一環として債務の繰り越し・返済の免除なども行っており、2017年にはエジプト・カイロで日イエメン外相会談を開催。停戦や和平、復興、人道支援のためのさらなる日本の援助についてが話し合われている。ニューヨークで行われるイエメン人道状況会合にも日本はたびたび出席し、イエメンにさらなる支援を行っていく事が表明されている。
貿易関係は、イエメンの2019年対日輸出額は314.17億円に上ったのに対し、対日輸入額は4.61億円とイエメン側の黒字となっている。理由としては、イエメンは産油国であり僅かながら日本に石油を供給している事が挙げられ、またコーヒーや魚介類といった欠かせない食品も輸出している。一方、日本から輸入しているのは機械類や自動車である。

## 外交使節

### 駐日イエメン大使

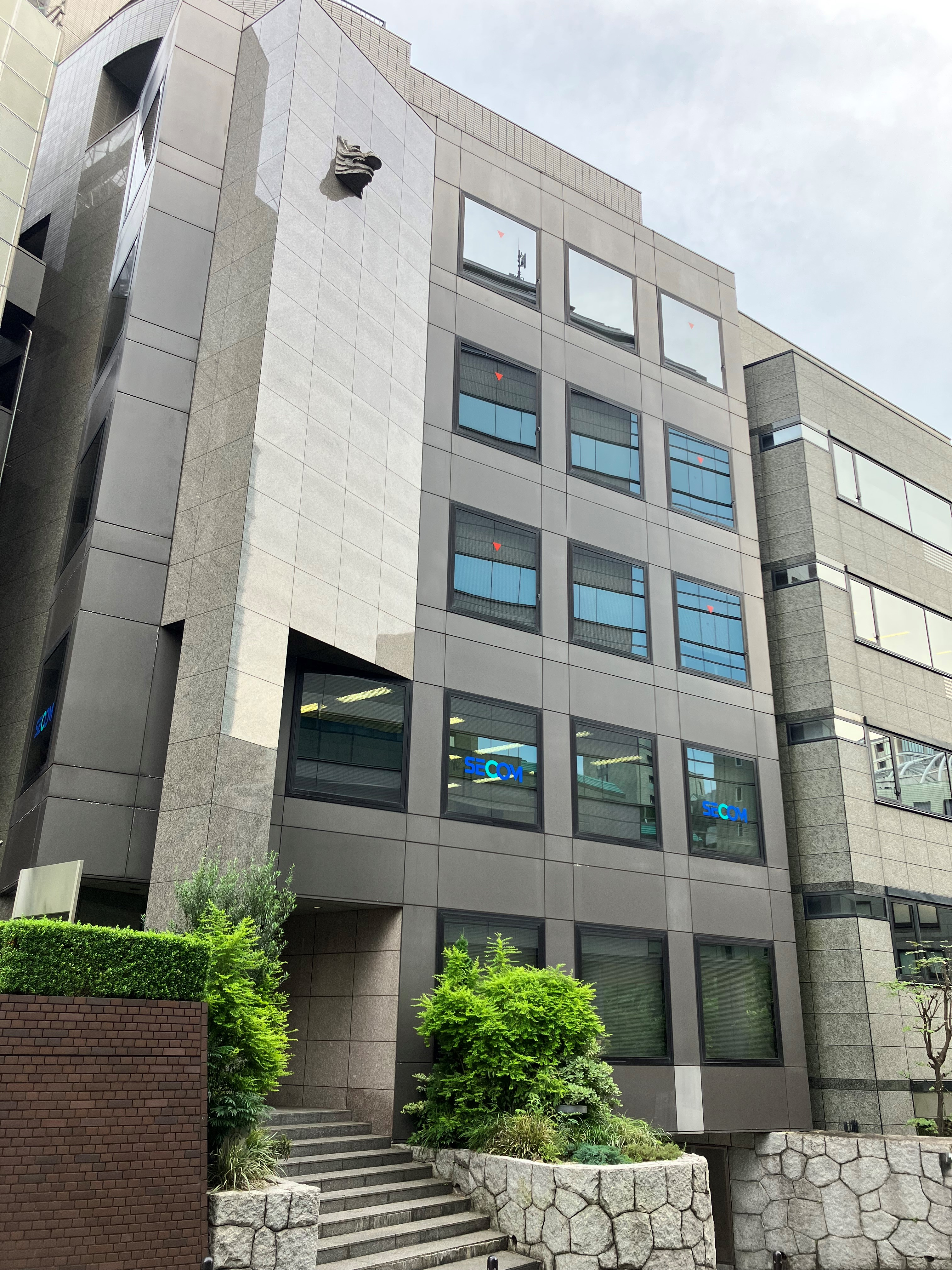
駐日イエメン大使館

- マルワン・アブドッラー・アブドゥルワッハーブ・ノーマン（英語版）（2007～2011年、信任状捧呈は11月7日[15]）
- （臨時代理大使）タレック・アブドゥラティフ・アブドゥラ・モタハール（2011～2013年）
- （臨時代理大使）ハーテム・モハメド・フセイン・ハーテム（2013～2014年）
- （臨時代理大使）サミル・モハメッド・ハムッド・カミース（2014～2016年）
- サミル・モハメッド・ハムッド・カミース（臨時代理大使と同一人物、2016～2019年、信任状捧呈は9月21日[16]）
- （臨時代理大使）バシール・モハメッド・アリ・カシム（2019～2022年）
- アーデル・アリ・アハマド・アル・スナイニー（2022年～、信任状捧呈は12月26日[17]）